# Ptilinop de Leclancher
El ptilinop de Leclancher (Ramphiculus leclancheri) és una espècie d'ocell de la família dels colúmbids (Columbidae) que habita els boscos de Taiwan i les illes Filipines.